# 64 a. C.
El año 64 a. C. fue un año del calendario romano prejuliano. En la República romana, fue conocido como el año 690 Ab Urbe condita.

## Acontecimientos
- En Roma, el tribuno Servilio Rullo propone una ley de reforma agraria.
- Pompeyo destruye el reino del Ponto; Mitrídates VI se suicida tras escapar a Crimea.
- Pompeyo anexa Siria; luego captura Jerusalén y anexa Judea.
- Los romanos deponen a Antíoco XIII Asiático; algunos consideran este hecho como el fin de la dinastía seléucida.
- Cicerón presenta su candidatura para el consulado.
- Cicerón, jurista y orador romano, es nombrado cónsul con el apoyo de los conservadores. Se opone a las aspiraciones absolutistas de Cayo Julio César, y devela la conspiración de Catilina mediante las famosas piezas de oratoria que se conocen como las Catilinarias.[1]
- En Hispania Ulterior, Publio Sittio hace campaña en favor de Catilina.[2]

## Fallecimientos
- Quinto Cecilio Metelo Pío, cónsul romano.
- Mitrídates VI, rey del Ponto; suicidio en Crimea.